# The Simpsons: Testify
The Simpsons: Testify es un álbum que contiene canciones de la serie animada Los Simpson. Fue lanzado el 17 de septiembre de 2007 y contiene tanto canciones de la temporada 11 como de la temporada 18. Incluye apariciones de artistas como Jackson Browne, Shawn Colvin, David Byrne, The B-52's, los Baha Men, NRBQ, "Weird Al" Yankovic, y una versión alternativa del final de los créditos realizado por Los Lobos. Ricky Gervais, Steve Buscemi y Kelsey Grammer también aparecieron en diversas canciones.
Incluye cuatro canciones extra inéditas: "Hullaba Lula" (con Kelsey Grammer), "Song of the Wild Beasts", "Dancing Workers' Song" y "Oldies and Nudies".

## Canciones del álbum
| No. | Title                                                      | Episode                                | Character(s) |
| 1.  | The Simpsons Main Title Theme"                             | Todos los episodios                    | Instrumental |
| 2.  | "Testify"                                                  | Faith Off                              | Bart Simpson, Sherri y Terri, Patty Bouvier, Abraham Simpson, y Profesor Frink                                                                                     |
| 3.  | "The Very Reason That I Live" (con Kelsey Grammer)         | The Great Louse Detective              | Actor secundario Bob, Bart Simpson, y Homer Simpson |
| 4.  | "He's the Man" (con Shawn Colvin)                          | Alone Again, Natura-Diddily            | Rachel Jordan, Reverendo Lovejoy, y Ned Flanders |
| 5.  | "Stretch Dude and Clobber Girl"                            | Treehouse of Horror X                  | Varios cantantes |
| 6.  | "The Simpsons End Credits Theme" (realizado por Los Lobos) | Thank God It's Doomsday                | Instrumental |
| 7.  | "Ode to Branson"                                           | The Old Man and the Key                | Antiguas celebridades |
| 8.  | "Sold Separately"                                          | Homer vs. Dignity                      | Waylon Smithers y Montgomery Burns |
| 9.  | "Island of Sirens"                                         | Tales from the Public Domain           | Homer Simpson, Lenny Leonard, Carl Carlson y Patty y Selma Bouvier                                                                                                 |
| 10. | "They'll Never Stop the Simpsons"                          | Gump Roast                             | NRBQ |
| 11. | "You're a Bunch of Stuff"                                  | Large Marge                            | Marge Simpson, Homer Simpson, Tipo de los tebeos, Snake Jailbird, Montgomery Burns, Capitán Horatio McCallister, Moe Szyslak, Dr. Julius Hibbert, y Alcalde Quimby |
| 12. | "What Do I Think of the Pie?"                              | Special Edna                           | Homer Simpson, Marge Simpson, Edna Krabappel y Agnes Skinner |
| 13. | "Baby Stink Breath"                                        | Barting Over                           | Varios cantantes |
| 14. | "Tastes Like Liberty"                                      | I'm Spelling as Fast as I Can          | Edna Krabappel, Krusty el payaso, Bart Simpson y Lisa Simpson |
| 15. | "Jellyfish"                                                | A Star Is Born Again                   | Cantantes de la ciudad |
| 16. | "Homer & Marge (Love goes on)" (con "Weird Al" Yankovic)   | Three Gays of the Condo                | "Weird Al" Yankovic |
| 17. | "Everybody Hates Ned Flanders" (popurrí) (con David Byrne) | "Dude, Where's My Ranch?"              | Homer Simpson, David Byrne, Lenny Leonard, Carl Carlson, Barney Gumble, Moe Szyslak, Apu Nahasapeemapetilon, Reverendo Lovejoy, Ned Flanders y Rod y Todd Flanders |
| 18. | "I Love To Walk" (con Steve Buscemi)                       | Brake My Wife, Please                  | Homer Simpson, Steve Buscemi, Disco Stu, Lenny Leonard y Carl Carlson                                                                                              |
| 19. | "Marjorie" (con Jackson Browne)                            | Brake My Wife, Please                  | Jackson Browne |
| 20. | "The President Wore Pearls" (popurrí)                      | The President Wore Pearls              | Lisa Simpson, Nelson Muntz, Seymour Skinner, encargado de mantenimiento Willie y Bart Simpson                                                                      |
| 21. | "Glove Slap" (con The B-52's)                              | E-I-E-I-(Annoyed Grunt)                | The B-52's |
| 22. | "O Pruny Night"                                            | 'Tis The Fifteenth Season              | California Prunes |
| 23. | "America (I Love This Country)"                            | Simple Simpson                         | |
| 24. | "America Rules"                                            | Bart-Mangled Banner                    | Bart Simpson |
| 25. | "Welcome to Moe's"                                         | "Mommie Beerest"                       | Moe Szyslak, Marge Simpson, Bart Simpson y Lisa Simpson |
| 26. | "We Are the Jockeys"                                       | Saddlesore Galactica                   | Los Jockeys |
| 27. | "Song of Shelbyville"                                      | The Seven-Beer Snitch                  | |
| 28. | "A Star Is Torn" (popurrí)                                 | A Star is Torn                         | Lisa Simpson, Lenny Leonard, Homer Simpson y la rival de Lisa. |
| 29. | "Who Wants A Haircut?" (con Baha Men)                      | Thank God It's Doomsday                | Bart Simpson, Lisa Simpson, Marge Simpson y Baha Men |
| 30. | "My Fair Laddy" (popurrí)                                  | My Fair Laddy                          | encargado de mantenimiento Willie, Bart Simpson, Lisa Simpson y Homer Simpson                                                                                      |
| 31. | "Springfield Blows"                                        | Million Dollar Abie                    | Bart Simpson y Homer Simpson |
| 32. | "King of Cats" Itchy & Scratchy (popurrí)                  | Girls Just Want to Have Sums           | Reparto de personajes |
| 33. | "Lady" (con Ricky Gervais)                                 | Homer Simpson, This Is Your Wife       | Ricky Gervais, Marge Simpson y Homer Simpson |
| 34. | "You Make Me Laugh"                                        | Homer Simpson, This Is Your Wife       | Marge Simpson y Homer Simpson |
| 35. | "Lady Riff" (con Ricky Gervais)                            | Homer Simpson, This Is Your Wife       | Ricky Gervais |
| 36. | "Poppa, Can You Hear Me?"                                  | Sleeping with the Enemy                | Nelson Muntz |
| 37. | "Yokel Chords" (popurrí)                                   | Yokel Chords                           | Lisa Simpson, Seymour Skinner, hijos de Cletus Spuckler y el Superintendente Chalmers.                                                                             |
| 38. | "Hullaba Lula (con Kelsey Grammer)                         | inédito; Day of the Jackanapes         | Actor secundario Bob |
| 39. | "Song of the Wild Beasts"                                  | inédito; The Girl Who Slept Too Little | |
| 40. | "Dancing Workers' Song"                                    | inédito; Kiss Kiss, Bang Bangalore     | |
| 41. | "Oldies and Nudies"                                        | inédito; Homerpalooza                  | |